# Lucky²
Lucky2（ラッキーラッキー）は、日本のガールズグループ。所属事務所はLDH JAPANとソニー・ミュージックレーベルズによる共同マネジメント事業SL Square LLP.。レコードレーベルはソニー・ミュージック。
テレビ東京系のドラマ、ガールズ×戦士シリーズの出演者6人で結成。
2022年6月1日に『リズスタ -Top of Artists!-』の出演者3人が加入し、9人体制となる。
2025年4月より8人体制での活動をスタートした。2025年9月22日にLakiに改名予定

## 概要
テレビ東京系のガールズ×戦士シリーズの第4弾『ポリス×戦士 ラブパトリーナ!』の主演キャストから山口莉愛、杉浦優來、2021年7月放送開始の第5弾『ビッ友×戦士 キラメキパワーズ!』の主演キャストである永山椿、深澤日彩、比嘉優和、佐藤栞奈の6人により、2021年6月13日に結成された。
全員が、ボーカルとダンスパフォーマンスを行う。ガールズ×戦士シリーズ第1弾、第2弾、第3弾、主要キャストで結成されたグループ、Girls2（ガールズガールズ）の後進にあたる。
2021年10月から2022年3月まで「おはガール」として活動。LDH所属アーティストとしては Girls2 に次いで2組目。
2022年6月1日、ドラマシリーズ第6弾『リズスタ -Top of Artists!-』の主演キャストから上村梨々香、森朱里、佐藤妃希の3名が加入。
2025年2月22日、メンバーの杉浦優來が同年3月31日をもってグループを卒業し、SL Square LLP.を退社することを発表した（このようなケースはGirls2（当時）の石井蘭以来）。

## 略歴
特記のない限り、Lucky2 での活動。
| 年     | 日付              | 出来事 |
| ------ | ----------------- | --- |
| 2021年 | 6月13日           | ガールズ×戦士シリーズから派生した音楽グループ「lovely2」（ラブリーラブリー）から山口莉愛、杉浦優來、『ビッ友×戦士 キラメキパワーズ!』に出演する永山椿、深澤日彩、比嘉優和、佐藤栞奈の計6名が参加し、Lucky2 が結成される。           |
| 2021年 | 7月5日            | 山口莉愛、杉浦優來が「おはスタ」への出演がスタート。番組内コーナー「おはスタ調査隊」に「見習い調査隊員」として出演する。 |
| 2021年 | 7月11日           | 永山椿、深澤日彩、比嘉優和、佐藤栞奈の4名が主演を務めるドラマ『ビッ友×戦士 キラメキパワーズ!』放送開始。 |
| 2021年 | 9月22日           | 『ビッ友×戦士 キラメキパワーズ!』オープニングテーマ曲「Fun!Fun!Fun! 〜夢∞〜」でメジャーデビュー。当日の「おはスタ」にゲスト出演し、該当曲を披露した。                                                                               |
| 2021年 | 10月1日           | メンバー全員が「おはガール」として「おはスタ」にレギュラー出演することを当日の生放送で発表。山口莉愛と杉浦優來は「おはスタ調査隊・見習い調査隊員」から「おはガール」として正式メンバーに昇格。                                      |
| 2021年 | 10月4日           | 「おはガール from Lucky2」として「おはスタ」レギュラー出演開始。 |
| 2021年 | 11月3日           | 1stミニアルバム「キミすき」発売。当日の「おはスタ」にメンバー全員が出演し、表題曲を披露した。 |
| 2021年 | 11月17日          | 「おはガール from Lucky2」の楽曲「Lucky Time」配信開始。メンバー全員が当日の「おはスタ」に出演し、該当曲を披露した。 |
| 2022年 | 1月10日           | 『ガル学。II〜Lucky Stars〜』が「おはスタ」内で放送開始。 |
| 2022年 | 2月27日           | EP「Brand New World! / DISCO TIME」を6月1日に発売することを発表。上村梨々香・森朱里・佐藤妃希の3名がこのEPから加入し、Lucky2 は6月から9人となる。                                                                                   |
| 2022年 | 3月18日           | 同日放送の「おはスタ」で『ガル学。II〜Lucky Stars〜』が完結（10週にわたり全50話放送）。番組のエンディングにて同年3月25日をもって山口莉愛、杉浦優來、永山椿、深澤日彩、比嘉優和、佐藤栞奈の6名が「おはガール」を卒業することを発表。 |
| 2022年 | 3月23日           | アルバム「ガル学。II - Lucky Stars - コンプリートベスト」発売。 当日の「おはスタ」にメンバー全員が出演し、収録曲をメドレーで披露した。                                                                                              |
| 2022年 | 3月25日           | 山口莉愛、杉浦優來、永山椿、深澤日彩、比嘉優和、佐藤栞奈の6名が「おはガール」を卒業。 同日、品川ステラボールで行われたファンミーティングで1stライブツアーの開催を発表した。                                                         |
| 2022年 | 4月10日           | 上村梨々香・森朱里が大串咲太郎とともに主演を務めるドラマ『リズスタ -Top of Artists!-』放送開始（9:15 - 9:30）。これに伴い、『ビッ友×戦士 キラメキパワーズ!』は15分短縮（9:00 - 9:15）して継続。                                     |
| 2022年 | 5月31日           | 『リズスタ -Top of Artists!-』主要キャストの新メンバーとして、佐藤妃希と石川音刻の出演が決定。当日の「おはスタ」に上村梨々香・森朱里・大串咲太郎とともに主演5名が揃って出演。                                                       |
| 2022年 | 6月1日            | 1st EP「Brand New World! / DISCO TIME」発売。上村梨々香・森朱里・佐藤妃希の3名がこのEPから加入。当日の「おはスタ」にメンバー全員が出演し、表題曲2曲をメドレーで披露した。                                                           |
| 2022年 | 6月26日           | 永山椿、深澤日彩、比嘉優和、佐藤栞奈の4名が主演を務めるドラマ『ビッ友×戦士 キラメキパワーズ!』が放送終了（全50話）。2017年4月から放送を開始した『ガールズ×戦士シリーズ』が5年3ヶ月の歴史に幕を閉じた。                              |
| 2022年 | 7月3日            | この日から『リズスタ -Top of Artists!-』の放送時間が30分に拡大（9:00 - 9:30）。 |
| 2022年 | 7月3日 - 8月20日  | 初のライブツアー「Lucky2 First Live Tour - Brand New World! -」開催。 |
| 2022年 | 8月9日            | 「CL 2nd Anniversary CL25 Dream For All OPENING FES」出演。佐藤妃希の新型コロナウイルス感染を8月4日に公表し、フェスは佐藤妃希を除く8人で出演した。                                                                                  |
| 2022年 | 9月3日 - 12月25日 | Girls2 のライブツアー「Girls2 Live Tour 2022 "Shangri-la"」のオープニングアクトに出演。9人体制として初のライブとなる。 |
| 2022年 | 10月26日          | 2ndシングル「アイコトバ」発売。当日の「おはスタ」にメンバー9人全員が出演し、該当曲を披露した。 |
| 2022年 | 11月6日           | 『リズスタ -Top of Artists!-』第31話にラブパワーズ! としてゲスト出演。 |
| 2022年 | 12月25日          | 『リズスタ -Top of Artists!-』が放送終了（全38話）。これにより『ガールズ×戦士シリーズ』から続いていたドラマシリーズのプロジェクトが5年9か月の歴史をもって終了することになった。                                                     |
| 2023年 | 2月22日           | 3rdシングル「ラキラキLOVE!」発売。当日の「おはスタ」にメンバー全員が出演し、該当曲を披露した。 |
| 2023年 | 2月26日           | フルリニューアルされた『きかんしゃトーマス』の長編『めざせ!夢のチャンピオンカップ』の試写会にてテーマソングのダンスを生披露。 |
| 2023年 | 3月10日           | 『めざせ!夢のチャンピオンカップ』劇場公開。こどもたち役として出演。 |
| 2023年 | 3月26日           | 同年夏に9人体制としては初となるライブツアー開催を発表。 |
| 2023年 | 8月5日 - 8月13日  | セカンドライブツアー「Lucky2 LIVE TOUR 2023 “Happy Summer”」を名古屋・大阪・東京の3都市4公演で開催。 |
| 2023年 | 10月4日           | 2nd EP「夢空に羽」発売。初回限定版のDVDには同曲のMV・ダンスプラクティスビデオ、および前年夏に行われたファースト・ライブツアーの東京公演を収録。                                                                                     |
| 2023年 | 12月23日・24日    | 「Girls2 LIVE TOUR 2023 -activate-」の東京公演（東京ガーデンシアター）にオープニングアクト出演。上村梨々香が体調不良のため、不参加。                                                                                                |
| 2024年 | 2月28日           | 3rd EP「ずっとずっとずっと」発売。初回限定版のDVDには同曲のMV・ダンスプラクティスビデオ、および2023年夏に行われたセカンド・ライブツアーの東京公演を収録。                                                                           |
| 2024年 | 7月3日            | 4th EP「こくご・さんすう・りか・恋愛!」発売。 |
| 2024年 | 10月20日          | テレビアニメ『ぷにるんず ぷに2』モブるん役として出演。 |
| 2024年 | 11月16日・17日    | 「三代目 J SOUL BROTHERS LIVE TOUR 2024 "ECHOES OF DUALITY"」の福岡公演（みずほPayPayドーム福岡）にオープニングアクト出演。 |
| 2024年 | 12月2日-12月18日  | 3rd ライブツアー「Lucky² LIVE TOUR 2024 “四つ葉のクローバー”」を大阪・名古屋・東京の3都市4公演で開催。 |
| 2024年 | 12月18日          | 1stフルアルバム「CLOVER」発売。 |
| 2025年 | 3月31日           | 杉浦優來がグループを卒業、SL Square LLP.を退社。 |

## メンバー
メンバー名は、原則として以下の順で列記される。
1. 「ガールズ×戦士シリーズ」、「リズスタ」の出演が早い順
2. 同一作品の出演者は、各作品でのクレジット順に準拠

### 現メンバー
| 名前                       | 生年月日               | 出身地   | EXPG 出身校 | メンバー カラー | おはガール ベースボールシャツ 風衣装 背番号 | デビュー作 （前所属グループ）                 | ガールズ×戦士 / リズスタ 出演時の役名 | 備考                                           |
| -------------------------- | ---------------------- | -------- | ----------- | --------------- | ------------------------------------------- | --------------------------------------------- | ------------------------------------- | ---------------------------------------------- |
| 山口莉愛 やまぐち りな     | 2008年11月22日（16歳） | 神奈川県 | 横浜校      | 紫              | 12                                          | 『ポリス×戦士 ラブパトリーナ!』 （ lovely2 ） | 紫原サライ しはら さらい              | 『ファントミラージュ!』 でもサライ役として出演 |
| 永山椿 ながやま つばき     | 2010年1月12日（15歳）  | 沖縄県   | 沖縄校      | オレンジ        | 32                                          | 『ビッ友×戦士 キラメキパワーズ!』             | 桃瀬キラリ ももせ きらり              | グループ最年少                                 |
| 深澤日彩 ふかさわ ひいろ   | 2006年11月11日（18歳） | 栃木県   | 東京校      | 水色            | 42                                          | 『ビッ友×戦士 キラメキパワーズ!』             | 紫守ユヅキ しもり ゆづき              | グループ最年長                                 |
| 比嘉優和 ひが ゆうわ       | 2007年11月24日（17歳） | 沖縄県   | 沖縄校      | 赤              | 52                                          | 『ビッ友×戦士 キラメキパワーズ!』             | 赤星ホノカ あかほし ほのか            |                                                |
| 佐藤栞奈 さとう かんな     | 2007年9月22日（17歳）  | 埼玉県   | 大宮校      | 青              | 62                                          | 『ビッ友×戦士 キラメキパワーズ!』             | 青羽コユキ あおば こゆき              |                                                |
| 上村梨々香 うえむら りりか | 2009年5月27日（16歳）  | 福岡県   | 福岡校      | ピンク          |                                             | 『リズスタ -Top of Artists!-』                | 朝陽美羽 あさひ みう                  | 2022年6月1日に加入                             |
| 森朱里 もり あかり         | 2008年4月17日（17歳）  | 神奈川県 | 横浜校      | 緑              |                                             | 『リズスタ -Top of Artists!-』                | 星神凛音 ほしがみ りおん              | 2022年6月1日に加入                             |
| 佐藤妃希 さとう きき       | 2009年1月25日（16歳）  | 神奈川県 | 横浜校      | 黄色            |                                             | 『リズスタ -Top of Artists!-』                | 結城ひなた ゆうき ひなた              | 2022年6月1日に加入                             |

### 元メンバー
| 名前                     | 生年月日             | 出身地 | EXPG 出身校 | メンバー カラー | おはガール ベースボールシャツ 風衣装 背番号 | デビュー作 （前所属グループ）                 | ガールズ×戦士 / リズスタ 出演時の役名 | 備考                                              |
| ------------------------ | -------------------- | ------ | ----------- | --------------- | ------------------------------------------- | --------------------------------------------- | ------------------------------------- | ------------------------------------------------- |
| 杉浦優來 すぎうら ゆうら | 2007年1月5日（18歳） | 東京都 | 東京校      | 白              | 2                                           | 『ポリス×戦士 ラブパトリーナ!』 （ lovely2 ） | 七色ソラ なないろ そら                | 2023年2月頃から Lucky2 リーダー 2025年3月31日卒業 |

## ディスコグラフィ
順位はオリコン週間ランキングの最高位。

## タイアップ
「ガル学。」については当該項目を参照。それ以外のタイアップについて記載する。
| 曲名                          | タイアップ                                                                   | 初収録ディスク                                 |
| ----------------------------- | ---------------------------------------------------------------------------- | ---------------------------------------------- |
| Fun!Fun!Fun! 〜夢∞〜          | 『ビッ友×戦士 キラメキパワーズ!』 第0話 - 第25話 オープニングテーマ          | 1st シングル「Fun!Fun!Fun! 〜夢∞〜」           |
| キミすき                      | 『ビッ友×戦士 キラメキパワーズ!』 第0話 - 第25話 エンディングテーマ          | 1st ミニアルバム「キミすき」                   |
| Lucky Time                    | 『おはスタ』 エンディングテーマ                                              | オムニバス「おはガール☆THE BEST -2019〜2022-」 |
| Brand New World!              | 『ビッ友×戦士 キラメキパワーズ!』 第26話 - 第50話 オープニングテーマ         | 1st EP「Brand New World! / DISCO TIME」        |
| 君はダーリン                  | 『ビッ友×戦士 キラメキパワーズ!』 第26話 - 第50話 エンディングテーマ         | 1st EP「Brand New World! / DISCO TIME」        |
| DISCO TIME                    | 『リズスタ -Top of Artists!-』 第1話 - 第38話 エンディングテーマ             | 1st EP「Brand New World! / DISCO TIME」        |
| アイコトバ                    | 『リズスタ -Top of Artists!-』 第13話 - 第38話 オープニングテーマ            | 2nd シングル「アイコトバ」                     |
| アイコトバ                    | 文化放送・東海ラジオ『CultureZ』11月エンディングテーマ                       | 2nd シングル「アイコトバ」                     |
| ラキラキLOVE!                 | 『リズスタ セレクション』 エンディングテーマ                                 | 3rd シングル「ラキラキLOVE!」                  |
| こくご・さんすう・りか・恋愛! | 第12回『全国小・中学校リズムダンスふれあいコンクール』指定曲                 | 4th EP「こくご・さんすう・りか・恋愛!」        |
| Song for you                  | フジテレビ系『全力！脱力タイムズ』2024年12月 - 2025年1月度エンディングテーマ | 1st フルアルバム「CLOVER」                     |

## 出演番組
- おはスタ（テレビ東京）
  - おはスタ見習い調査隊員 - 山口莉愛、杉浦優來（2021年7月5日 - 9月）
  - おはガール from Lucky2- 2021年10月1日、前任の Girls2 から引き継ぎが行われた。10月4日から正式にレギュラーへ昇格。

| 期間                            | 月曜            | 火曜            | 水曜     | 木曜     | 金曜     | 補足              |
| ------------------------------- | --------------- | --------------- | -------- | -------- | -------- | ----------------- |
| 2021年10月04日 - 2021年10月08日 | 山口莉愛        | 永山椿 深澤日彩 | 杉浦優來 | 比嘉優和 | 佐藤栞奈 | 火曜日のみ2人体制 |
| 2021年10月11日 - 2022年03月25日 | 永山椿 深澤日彩 | 山口莉愛        | 比嘉優和 | 杉浦優來 | 佐藤栞奈 | 月曜日のみ2人体制 |

ドラマ
- ガールズ×戦士シリーズ　(テレビ東京）[注 14]
  - ビッ友×戦士 キラメキパワーズ!（テレビ東京、2021年7月11日 - 2022年6月26日） - 永山椿、深澤日彩、比嘉優和、佐藤栞奈
    - 第7話（2021年8月22日） − 山口莉愛、杉浦優來
    - 第25話 - 第27話・第32話（2021年12月26日 - 2022年1月16日・2月20日） − 山口莉愛
- ガル学。〜ガールズガーデン〜（テレビ東京、2021年7月7日 - 9月29日）
  - 第3話・第12話（2021年7月21日・9月29日） - 山口莉愛
- リズスタ -Top of Artists!-（テレビ東京、2022年4月10日 - 12月25日） - 上村梨々香、森朱里、佐藤妃希
  - 第31話（2022年11月6日） - 山口莉愛、杉浦優來、永山椿、深澤日彩、比嘉優和、佐藤栞奈

「ラブパワーズ!」としてゲスト出演。
アニメ
- ガル学。II〜Lucky Stars〜

- Lucky2 を題材としたアニメ。2022年1月10日から3月18日まで「おはスタ」内で放送。
- ぷにるんず ぷに2（テレビ東京、2024年10月20日）
  - 第3話

ラジオ
- Lucky2のラッキートーク!（文化放送、2022年5月5日・9月29日 - 出演中）

その他
- ワイドナショー（フジテレビ、2023年10月1日・12月3日）比嘉
- プレミアMelodix!（テレビ東京、2024年7月22日）
- 六本木メタメタRADIO（テレビ朝日、2024年8月17日）山口・杉浦・比嘉
- はじめの一歩旅（テレビ神奈川、2024年12月22日・29日）山口・森
- Tune（フジテレビ、2025年1月9日-）

## ライブ

### 2022年
2022年7月 - 8月にファーストライブツアー「Lucky2 First Live Tour - Brand New World! -」を名古屋・大阪・東京の3都市5公演で開催。
スケジュールの都合で上村梨々香・森朱里・佐藤妃希の3名は不参加。
日程は下記の通り。
| 期日     | 開催地 | 会場                 | 補足        |
| -------- | ------ | -------------------- | ----------- |
| 07月03日 | 愛知   | Zepp Nagoya          | 昼夜2公演。 |
| 07月23日 | 大阪   | Zepp Namba OSAKA     |             |
| 08月20日 | 東京   | Zepp DiverCity TOKYO | 昼夜2公演。 |

### 2023年
2023年8月にセカンドライブツアー「Lucky2 LIVE TOUR 2023 “Happy Summer”」を名古屋・大阪・東京の3都市4公演で開催。
前回ツアーはスケジュールの都合で不参加だった上村梨々香・森朱里・佐藤妃希の3名も加わり、9人体制として初のツアーとなった。
日程は下記の通り。
| 期日     | 開催地 | 会場               | 補足         |
| -------- | ------ | ------------------ | ------------ |
| 08月05日 | 愛知   | Zepp Nagoya        | 夜公演のみ。 |
| 08月06日 | 大阪   | Zepp OSAKA Bayside | 夜公演のみ。 |
| 08月13日 | 東京   | Zepp Haneda        | 昼夜2公演。  |

### 2024年
2024年12月に3rdライブツアー「Lucky² LIVE TOUR 2024 “四つ葉のクローバー”」を大阪・名古屋・東京の3都市4公演で開催。
日程は以下の通り。
| 期日     | 開催地 | 会場                   | 補足             |
| -------- | ------ | ---------------------- | ---------------- |
| 12月02日 | 大阪   | BIGCAT                 |                  |
| 12月14日 | 名古屋 | ボトムライン           | 追加公演実施日。 |
| 12月18日 | 東京   | ヒューリックホール東京 |                  |